# Stonington (Maine)
Stonington es un pueblo ubicado en el condado de Hancock en el estado estadounidense de Maine. En el Censo de 2010 tenía una población de 1.043 habitantes y una densidad poblacional de 10,64 personas por km².

## Geografía
Stonington se encuentra ubicado en las coordenadas 44°9′2″N 68°38′43″O / 44.15056, -68.64528. Según la Oficina del Censo de los Estados Unidos, Stonington tiene una superficie total de 97.99 km², de la cual 25.4 km² corresponden a tierra firme y (74.08%) 72.59 km² es agua.

## Demografía
Según el censo de 2010, había 1.043 personas residiendo en Stonington. La densidad de población era de 10,64 hab./km². De los 1.043 habitantes, Stonington estaba compuesto por el 97.03% blancos, el 0.19% eran afroamericanos, el 0.1% eran amerindios, el 0.29% eran asiáticos, el 0.1% eran isleños del Pacífico, el 0.38% eran de otras razas y el 1.92% pertenecían a dos o más razas. Del total de la población el 0.38% eran hispanos o latinos de cualquier raza.